# Asimina angustifolia
Espèce
Asimina angustifolia est une espèce de plantes à fleurs de la famille des Annonacées trouvée aux États-Unis de l'Alabama à la Floride.